# Hormonális imprinting
A hormonális imprinting jelensége egy adott hormon és kialakuló receptorának első találkozásakor lép fel az egyedfejlődés korai, kritikus szakaszában  és ezt követően meghatározó jelentőségű a sejt szignáltranszdukciós kapacitása szempontjából (egysejtűek esetében ez az érzékeny periódus a sejtek egész életciklusára kiterjed). Emlősökben a legfontosabb ilyen érzékeny életszakasz a születés körüli (perinatális) kor, azonban az elválasztás, a pubertás életszakaszai és az élet folyamán folyamatosan osztódó sejtek is imprintálhatók. Hibás imprintinget okozhatnak egyes gyógyszerek, a környezetbe kerülő szennyező anyagok és más hormonszerű molekulák, melyek az élet egyes kritikus szakaszaiban nagyobb koncentrációban vannak jelen. Az így kialakult kóros imprinting egész életre kihat, receptorszintű, morfológiai, biokémiai és viselkedésbeli eltéréseket okozva. Kísérleti eredmények bizonyítják, hogy a hormonális imprinting egysejtűekben utódsejtgenerációk százaira és emlősöknél is több generációra továbbadódik.

## Függelék
- Csaba, G. (1994). „Phylogeny and ontogeny of chemical signaling: origin and development of hormone receptors.”. International Reviews of Cytology 155, 1-48. o.

- Csaba, G. (2000). „Hormonal imprinting: Its role during the evolution and development of hormones and receptors.”. Cell Biology International 24, 407-14. o.

- Csaba, G. (2008). „Hormonal imprinting: phylogeny, ontogeny, diseases and possible role in present-day human evolution.”. Cell Biochemistry and Function 26, 1-10. o.

## Külső hivatkozás
- Phylogeny of hormone receptors Archiválva 2007. október 8-i dátummal a Wayback Machine-ben